# Akebäcks socken
Akebäcks socken ingick i Gotlands norra härad, ingår sedan 1971 i Gotlands kommun och motsvarar från 2016 Akebäcks distrikt.
Socknens areal är 10,57 kvadratkilometer, varav 10,56 land. År 2020 fanns här 89 invånare. Sockenkyrkan Akebäcks kyrka ligger i socknen. 

## Administrativ historik
Akebäcks socken har medeltida ursprung. Socknen tillhörde Dede ting som i sin tur ingick i Bro setting i Nordertredingen.
Vid kommunreformen 1862 övergick socknens ansvar för de kyrkliga frågorna till Akebäcks församling och för de borgerliga frågorna bildades Akebäcks landskommun. Landskommunen inkorporerades 1952 i Romaklosters landskommun och ingår sedan 1971 i Gotlands kommun.
1 januari 2016 inrättades distriktet Akebäck, med samma omfattning som församlingen hade 1999/2000.  
Socknen har tillhört samma fögderier och domsagor som Gotlands norra härad. De indelta båtsmännen tillhörde Gotlands första båtsmanskompani.

## Geografi
Akebäcks socken ligger sydost om Visby. Socknen består av slättland med skogsmark i väster.

### Gårdsnamn
Annexen, Bäcks, Folkedarve,  Glammunds, Hägdarve, Smiss, Suderbys.

### Ortnamn
Fogmanstorp, Frimans Torp.

## Fornlämningar
Två sliprännestenar finns i socknen. Kända från socknen är två gravfält från järnåldern. Två vikingatida silverskatter har påträffats.
I Gutasagan omtalas en man vid namn Botair från Akebäck, som var den första att bygga en kristen kyrka i Visby.

### Lista över fornfynd i socknen
- Folkedarve vid upptagande av en äng som skulle omvandlas till en åker anträffades, tämligen nära markytan, 22 mycket skadade romerska silvermynt, alla starkt nerslitna, som nötts ner väldigt mycket av människofingrar samt av de lövbränningar som ägt rum under tusentals år. Enligt en gammal avhandling var de "dugliga endast till nedsmältning". I närheten har man hittat en stridsyxa av järn.
- Bäcks På åkern har man plöjt fram flera underliga ting, däribland ett eventuellt depåfynd bestående av två enkla runda spännen av brons, ornerade med enkelt mönster. De hittades av Johan Roswall, men ett av spännena tros ha tappats bort.
- Hägdarve På åkern har man plöjt fram en eventuell vikingagrav, dock utan några anträffade ben. Dessa kan dock ha ruttnat bort. På åkern har en arbetskarl vid namn Olof Toften framplöjt en oval spännbuckla, en fin nål, en cylinder av bronsbleck samt två fragmentariska beslag.
- Akebäcks myr  Mycket intressant depåfynd från vikingatiden, vilket anträffades i myren vid dikesgrävning. I en helt fullständig balansvåg av brons, med hamrade runda skålar och bevarad gaffel med mera, hade man nerlagt en förhållandevis stor pärla av bärnsten samt ett enkelt ringspänne, med räfflad ornering på bygeln och upprullade ändar men avsaknad av nål, vilket tyder på att den varit kasserad när den lades i vågen. Vågen i sig är bland vårt lands bäst bevarade. I samma myr har ett dosspänne av brons på liknande sätt anträffats, och hör troligen till fyndet.
- Glammunds Två stridsyxor av järn, trots rost mycket tunga och solida, hittade vid plöjning på en åker. På områdets närhet har en vacker dubbeleggad stridsyxa av bergart anträffats, som trots skador är bland den finaste av sin sort. På en annan eller eventuellt samma åker har ytterligare en stridsyxa av järn plöjts fram.
- Suderbys, Eklunden En hög, rund spännbuckla (dvs. dosspänne) med punktornering har här hittats vid upptagning av betor på en åker. I Suderbys har en spjutspets av brons hittats.
- Smiss På platsen har under flera omgångar guldmynt och sönderhackade trådar och tenar av guld hittats;
  - 2 bysantinska guldmynt, daterbara till senare delen av 500-talet, den ena präglad för Marcianus och den andra för den senare kejsaren Justinianus I. Påträffade vid bethackning.
  - 12 öst- och västromerska solidi-mynt, samt 11 delar av sönderhackade guldtenar. Påträffade under åkerarbete på samma plats, dock senare. Lär vara det senaste fyndet.
  - 8 solidimynt från det västromerska riket, 4 sönderhuggna guldtenar. Påträffade under plöjning.
  - 2 solidusmynt från östromerska riket, samt 1 spirallagd ten. Funnen på plogdjup i odlad mark.
  - I närheten har vid skilda tillfällen guldmynt påträffats på andra ställen, eventuellt från detta fynd. De kan ha spridits genom jordtäkt eller plöjts runt till andra åkrar. Det är inte troligt att alla i området varit så rika att de kunnat slänga omkring guldmynt var de gick eller gräva ner guld på varje plats där det fanns rum för det.

- Glammunds På platsen har hundratals silvermynt och ännu fler olika bronsföremål hittats, daterbara till vikingatiden. Eventuellt rör det sig om en boplats eller ett stort depåfynd med mycket konstigt utseende, kanske en handelsplats där handel ägt rum. Mängder av föremål av metall har anträffats som bitar av ovala spännbucklor, smältor av brons och bly, beslag, bleck, spännen, hackbrons, fragment, järnslagg, spikar, söljor, tenar, knivar, nitar, dräktnålar, blyplombar, ringar, ringspännen, olika verktyg, vikter samt trådar, men även bitsilver som hackats sönder, däribland trådar och tenar, bitar av ringspännen av silver, snoddar, halsringsbitar, smycken, plåtar, föremål samt tre armbyglar. Även bränd lera, krukskärvor, benkammar hittades.

## Namnet
Namnet (1300-talet Acubek) tycks ha förleden aka, 'smuts' och efterleden bäck då syftande på en bäck norr om kyrkan.

## Befolkningsutveckling
| Befolkningsutvecklingen i Akebäcks socken 1750–2020 | Befolkningsutvecklingen i Akebäcks socken 1750–2020 | Befolkningsutvecklingen i Akebäcks socken 1750–2020 | Befolkningsutvecklingen i Akebäcks socken 1750–2020 | Befolkningsutvecklingen i Akebäcks socken 1750–2020 |
| --- | --------------------------------------------------- | --------------------------------------------------- | --------------------------------------------------- | --------------------------------------------------- |
| |                                                     |                                                     |                                                     |                                                     |
| År |                                                     |                                                     | Folkmängd                                           |                                                     |
| 1750 | 1750                                                |                                                     | 86                                                  |                                                     |
| 1760 | 1760                                                |                                                     | 97                                                  |                                                     |
| 1769 | 1769                                                |                                                     | 108                                                 |                                                     |
| 1780 | 1780                                                |                                                     | 111                                                 |                                                     |
| 1790 | 1790                                                |                                                     | 94                                                  |                                                     |
| 1800 | 1800                                                |                                                     | 104                                                 |                                                     |
| 1810 | 1810                                                |                                                     | 134                                                 |                                                     |
| 1820 | 1820                                                |                                                     | 137                                                 |                                                     |
| 1830 | 1830                                                |                                                     | 143                                                 |                                                     |
| 1840 | 1840                                                |                                                     | 159                                                 |                                                     |
| 1850 | 1850                                                |                                                     | 168                                                 |                                                     |
| 1860 | 1860                                                |                                                     | 176                                                 |                                                     |
| 1870 | 1870                                                |                                                     | 194                                                 |                                                     |
| 1880 | 1880                                                |                                                     | 188                                                 |                                                     |
| 1890 | 1890                                                |                                                     | 158                                                 |                                                     |
| 1900 | 1900                                                |                                                     | 146                                                 |                                                     |
| 1910 | 1910                                                |                                                     | 135                                                 |                                                     |
| 1920 | 1920                                                |                                                     | 149                                                 |                                                     |
| 1930 | 1930                                                |                                                     | 126                                                 |                                                     |
| 1940 | 1940                                                |                                                     | 163                                                 |                                                     |
| 1950 | 1950                                                |                                                     | 120                                                 |                                                     |
| 1960 | 1960                                                |                                                     | 99                                                  |                                                     |
| 1970 | 1970                                                |                                                     | 97                                                  |                                                     |
| 1980 | 1980                                                |                                                     | 111                                                 |                                                     |
| 1990 | 1990                                                |                                                     | 121                                                 |                                                     |
| 2000 | 2000                                                |                                                     | 108                                                 |                                                     |
| 2010 | 2010                                                |                                                     | 88                                                  |                                                     |
| 2020 | 2020                                                |                                                     | 89                                                  |                                                     |
| Anm: Källor: Umeå universitet - Tabellverket 1749-1859, Demografiska databasen, CEDAR, Umeå universitet, Befolkningsutvecklingen i Gotlands socknar 2000 - 2010, Befolkning per församling, Folkmängden per distrikt, landskap, landsdel eller riket efter kön. År 2015 - 2022. |                                                     |                                                     |                                                     |                                                     |

### Fotnoter
1. 1 2  Svensk Uppslagsbok andra upplagan 1947–1955: Akebäck socken
2. ↑  ”Folkmängden per distrikt, landskap, landsdel eller riket efter kön. År 2015 - 2022”. Statistikdatabasen. Statistiska centralbyrån. http://www.statistikdatabasen.scb.se/pxweb/sv/ssd/START__BE__BE0101__BE0101A/FolkmangdDistrikt/. Läst 23 april 2023.
3. ↑  Harlén, Hans; Harlén Eivy (2003). Sverige från A till Ö: geografisk-historisk uppslagsbok. Stockholm: Kommentus. Libris 9337075. ISBN 91-7345-139-8
4. ↑  Administrativ historik för Akebäck socken (Klicka på församlingsposten). Källa: Nationella arkivdatabasen, Riksarkivet.
5. ↑  Om Gotlands båtsmanskompani
6. 1 2  Sjögren, Otto (1931). Sverige geografisk beskrivning del 2 Östergötlands, Jönköpings, Kronobergs, Kalmar och Gotlands län. Stockholm: Wahlström & Widstrand. Libris 9939
7. 1 2  Nationalencyklopedin
8. ↑  Förteckning över slipskåror
9. ↑  Fornlämningar, Statens historiska museum: Akebäcks socken
10. ↑  Fornminnesregistret, Riksantikvarieämbetet: Akebäcks socken Fornminnen i socknen erhålls på kartan genom att skriva in sockennamn (utan "socken") i "Ange geografiskt område"
11. ↑  Mats Wahlberg, red (2003). Svenskt ortnamnslexikon. Uppsala: Institutet för språk och folkminnen. Libris 8998039. ISBN 91-7229-020-X. https://isof.diva-portal.org/smash/get/diva2:1175717/FULLTEXT02.pdf